# The Style Council
The Style Council byla britská kapela, kterou v roce 1983 ve Wokingu založil Paul Weller, bývalý zpěvák a kytarista The Jam, a klávesák Mick Talbot, dřívější člen Dexys Midnight Runners a The Merton Parkas. Poté se stálými členy stali i bubeník Steve White a Wellerova tehdejší manželka, zpěvačka Dee C. Lee.

## Diskografie

### Studiová alba
- Introducing The Style Council (1983)
- Café Bleu (ve Spojených státech jako My Ever Changing Moods) (1984)
- Our Favourite Shop (ve Spojených státech jako Internationalists) (1985)
- The Cost of Loving (1987)
- Confessions of a Pop Group (1988)
- Modernism: A New Decade (1998)

### Živá alba
- Home and Abroad (1986)
- The Style Council In Concert (1997)